# Autódromo José Carlos Pace
Autódromo José Carlos Pace, tidligere Interlagos, er et motorsportsanlæg ved São Paulo i Brasilien. I 1973 lagde banen første gang asfalt til et løb i Formel 1-serien, da Brasiliens Grand Prix blev kørt her. Dette fortsatte indtil 1980, hvor der var en pause indtil 1990, hvor der igen blev kørt Formel 1 hvert år på banen, og har gjort det siden.
Første spadestik til banen blev taget i 1938, og den blev indviet 12. maj 1940. Banen er opkaldt efter den brasilianske racerkører José Carlos Pace, der omkom i en flyulykke i 1977.